# Трачук Тетяна
Трачу́к Тетя́на (* 1990) — українська біатлоністка.

## З життєпису
Виступала на міжнародних змаганнях з 2009 року. Спочатку брала участь у юніорських змаганнях літнього чемпіонату світу з біатлону 2009 року в Обергофі, де посіла п'яте місце у спринті та гонці-переслідуванні. Потім — у змаганнях з роликових ковзанів, де посіла 12-те місце в спринті та 17-те у гонці-переслідуванні та фінішувала четвертою в українській змішаній естафеті.
Наступної зими стартувала на Чемпіонаті світу з біатлону серед юніорів 2010 року в Турсбю і була 27-ю в особистому заліку та спринті, 22-ю у переслідуванні та в естафеті — 13-ю. Також на літньому чемпіонаті Європи з біатлону 2010 року в Осрбліє спочатку брала участь у змаганнях серед юніорів. Вона виграла спринтерський титул і фінішувала другою після Моніки Гойніш у гонці-переслідуванні. У фінальній гонці вона була задіяна в змішаній естафеті через її сильну гру. Із Світланою Крикончук, Назарієм Буриком та Андрієм Богаєм завоювала срібну медаль.
Бронзова призерка Чемпіонату України-2013 з літнього біатлону. Представляла Тернопільську команду «Колос-2»